# Koldo Zuazo
Koldo Zuazo, né le 20 octobre 1956 à Eibar, est un professeur de philologie, dialectologie et sociolinguistique basque de l'université du Pays basque et écrivain de langue basque. Il a enseigné à l'université de Bordeaux et collaboré dans diverses revues telles qu'Argia, Jakin, ou Anuario de Filología Vasca Julio de Urquijo. Koldo Zuazo est aussi l'auteur de Euskeraren Batasuna (Bilbao, 1988) et de Arabarrak euskararen herrian (1999), collaborateur de l'Encyclopédie illustrée générale du Pays basque et membre correspondant de l'Académie de la langue basque.
Koldo Zuazo a établi récemment une carte des différents dialectes du basque et n'en fait plus apparaître que cinq.

## Classification du basque selon Koldo Zuazo
À la suite des nouvelles recherches qui sont faites dans le domaine de la dialectologie basque, Koldo Zuazo, a effectué une nouvelle classification qui a eu un bon accueil auprès des dialectologues basques. Koldo Zuazo a publié un Atlas des Dialectes Basques, le seul publié jusqu'à présent.

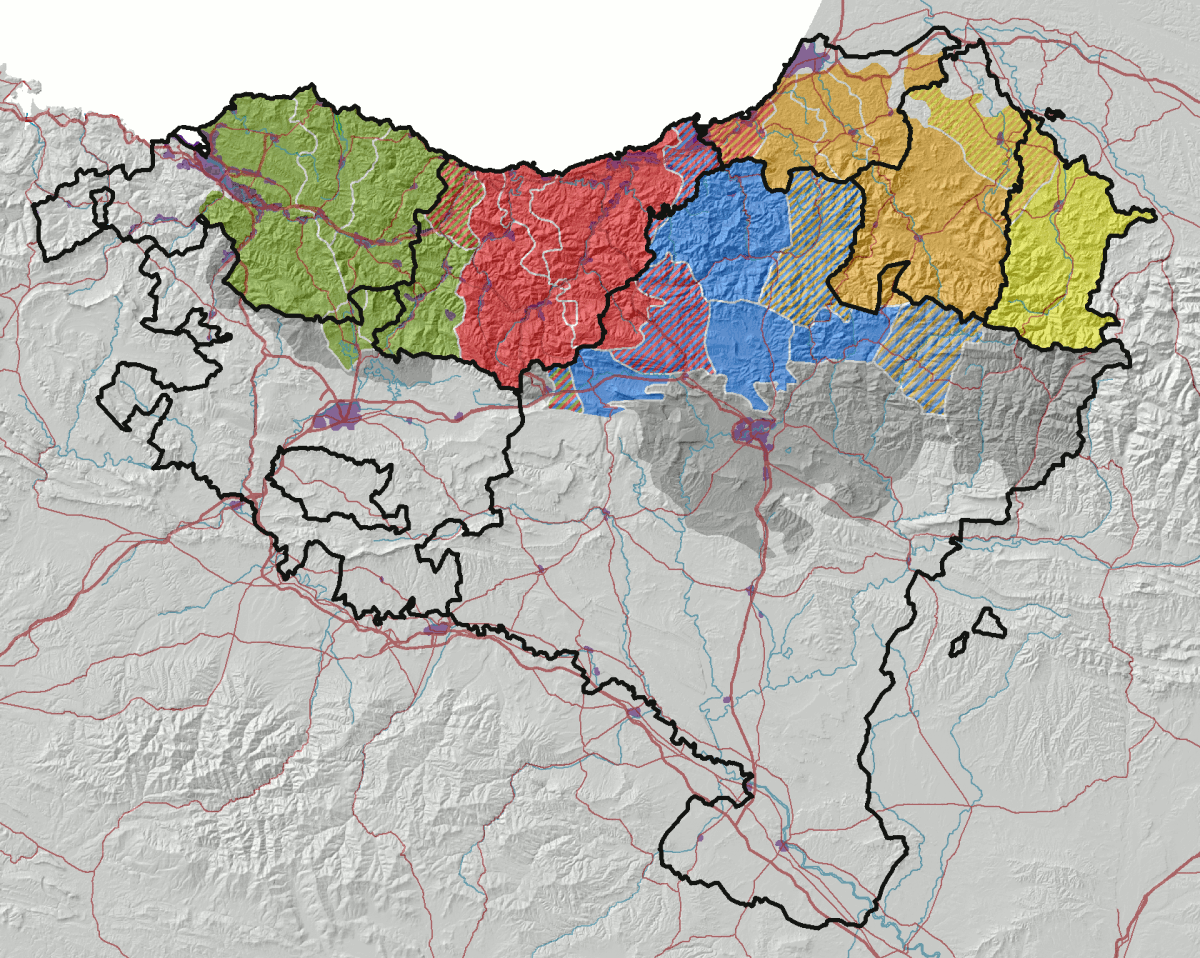
Les dialectes du basque selon Koldo Zuazo
L'occidental (biscaïen)
Le central (guipuscoan)
Le navarrais
Le navarro-labourdin
Le souletin
autres aires du basque cf. 1850 (Louis-Lucien Bonaparte)

Les dialectes du basque ont servi de base à la formation de la langue écrite commune appelée basque unifié (euskara batua en basque), essentiellement basée sur les dialectes guipuscoan, navarrais et un peu de labourdin.
Bien que le nouveau classement ne s'éloigne pas trop de celui de Louis-Lucien Bonaparte, il y a des différences importantes comme dans le cas de la dénomination des dialectes :
1. L'occidental (autrefois biscayen).
2. Le central (celui du Guipuscoa, approximativement).
3. Le navarrais (qui fusionne les précédents haut-navarrais septentrional et méridional).
4. Le navarro-labourdin (qui fusionne le labourdin et les dialectes bas-navarrais).
5. Le souletin.

Quant au navarrais oriental (salazarien et roncalais), n'ayant plus de locuteur, il ne figure plus dans la nomenclature de 2008.